# Sveinbjörn Sveinbjörnsson

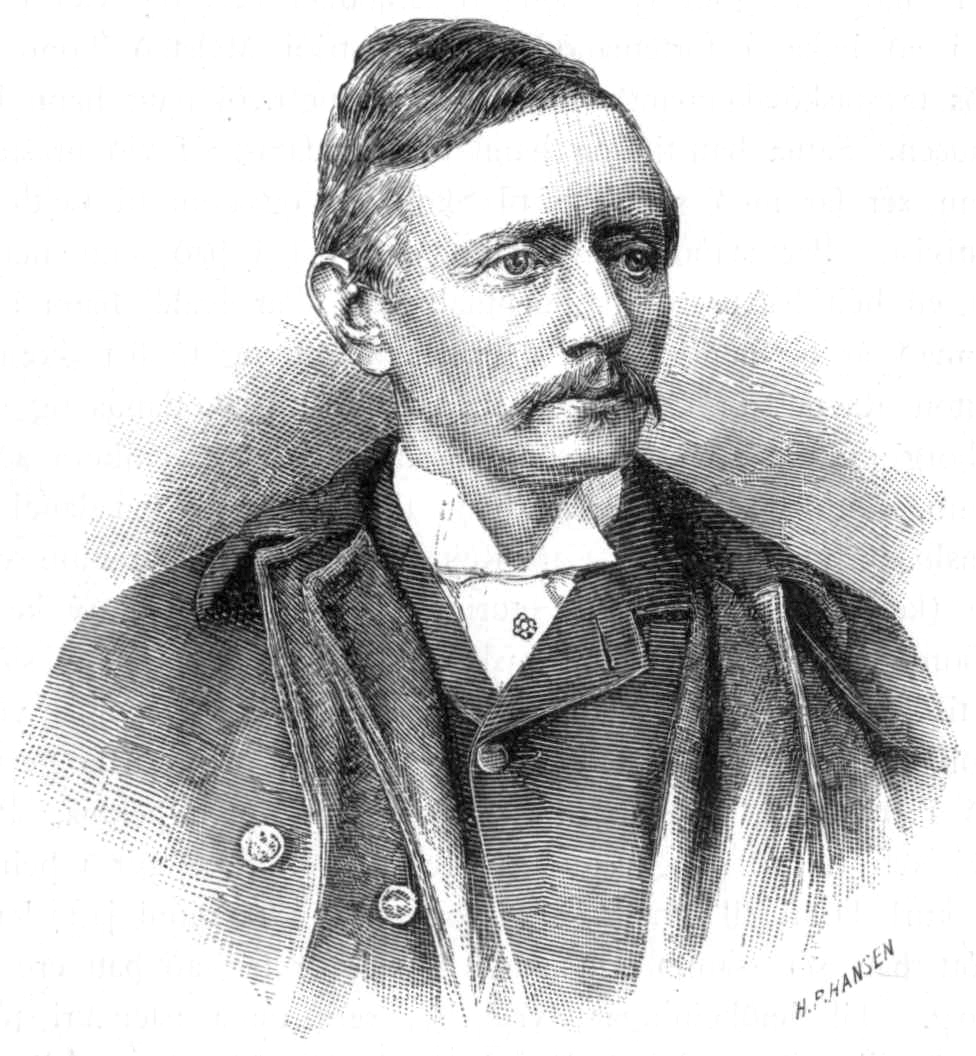
Sveinbjörn Sveinbjörnsson.

Sveinbjörn Sveinbjörnsson, född 28 juni 1847 i Seltjarnarnes, död 23 februari 1927 i Köpenhamn, var en isländsk musikpedagog och tonsättare.
Sveinbjörnsson studerade teologi i Reykjavik och musik i Köpenhamn samt senare i Leipzig (pianospel). Han verkade från 1870 under flera årtionden som musiklärare i Edinburgh och tonsatte många engelska och isländska dikter, bland annat den isländska nationalsången Lofsöngur, samt komponerade bland annat piano- och violinstycken.